# Мацумото Яйой
Мацумото Яйой (8 березня 1990) — японська плавчиня.
Учасниця Олімпійських Ігор 2012, 2016 років.
Призерка Пантихоокеанського чемпіонату з плавання 2014 року.
Призерка Азійських ігор 2010, 2014 років.